# Municipio de Fulton (condado de Polk)
El municipio de Fulton (en inglés: Fulton Township) es un municipio ubicado en el condado de Polk en el estado estadounidense de Arkansas. En el año 2010 tenía una población de 705 habitantes y una densidad poblacional de 6,66 personas por km².

## Geografía
El municipio de Fulton se encuentra ubicado en las coordenadas 34°30′2″N 94°3′52″O / 34.50056, -94.06444. Según la Oficina del Censo de los Estados Unidos, el municipio tiene una superficie total de 105.79 km², de la cual 105,21 km² corresponden a tierra firme y (0,55 %) 0,58 km² es agua.

## Demografía
Según el censo de 2010, había 705 personas residiendo en el municipio de Fulton. La densidad de población era de 6,66 hab./km². De los 705 habitantes, el municipio de Fulton estaba compuesto por el 95,04 % blancos, el 1,42 % eran amerindios, el 0,71 % eran asiáticos, el 1,56 % eran de otras razas y el 1,28 % eran de una mezcla de razas. Del total de la población el 3,55 % eran hispanos o latinos de cualquier raza.